# Innocent's Progress
Pour plus de détails, voir Fiche technique et Distribution.
Innocent's Progress est un film muet américain, réalisé par Frank Borzage et sorti en 1918.

## Synopsis
Tessa Fayne, malheureuse de vivre en tant qu'employée d'un magasin d'une petite ville, quitte sa tante Lottie pour se rendre à New York à la recherche d'Arnold Fuller, un acteur qui lui avait un jour offert son amour et la promesse d'une carrière. Apprenant qu'il est marié, elle se rue dehors sous la pluie et se heurte à Carey Larned, un jeune millionnaire. Carey l'emmène dans son appartement, où une de ses relations, Olin Humphreys, essaye de s'en prendre à elle. En la défendant, Carey attrape une hémorragie aux poumons et est envoyé dans l'Ouest par son médecin pour se soigner. En son absence, Tessa est prise en charge par Madeline Carson, qui, bien que profondément amoureuse de Carey, n'a reçu en retour que des marques d'amitié. Grâce à Madeline, Tessa devient une femme belle et cultivée. Quelques années plus tard, Madeline est tuée dans un accident, et quand Carey revient rendre visite à Tessa, il réalise qu'il l'aime et la demande en mariage.

## Fiche technique
- Titre original : Innocent's Progress
- Réalisation : Frank Borzage
- Scénario : Frank S. Beresford
- Photographie : Pliny Horne
- Société de production : Triangle Film Corporation
- Société de distribution : Triangle Distributing Corporation
- Pays d'origine :  États-Unis
- Langue : anglais
- Format : Noir et blanc - 35 mm - 1,37:1 - Muet
- Genre : drame
- Durée : 5 bobines
- Date de sortie :
  - États-Unis : 24 mars 1918
- Licence : Domaine public

## Distribution
- Pauline Starke : Tessa Fayne
- Lillian West : Madeline Carson
- Alice Knowland : Aunt Lottie
- Jack Livingston : Carey Larned
- Charles Dorian : Olin Humphreys
- Graham Pette : Masters